# حرود (بعدان)

تعديل مصدري - تعديل

حرود محلة تابعة لقرية ذي حصاحص، التابعة لعزلة المنار بمديرية بعدان إحدى مديريات محافظة إب في الجمهورية اليمنية، بلغ تعداد سكانها 20 حسب تعداد اليمن لعام 2004.